# Luciano Acosta
Luciano Acosta (Rosario, 1994. május 31. –) argentin labdarúgó, a Dallas középpályása és csapatkapitánya.

## Pályafutása
Acosta az argentínai Rosario városában született. Az ifjúsági pályafutását a Boca Juniors akadémiájánál kezdte.
2014-ben mutatkozott be a Boca Juniors első osztályban szereplő felnőtt keretében. A 2015-ös szezonban az Estudiantes, míg a 2016-os szezonban az észak-amerikai első osztályban érdekelt DC United csapatát erősítette kölcsönben. A lehetőséggel élve 2017 januárjában az amerikai klubhoz igazolt. 2020-ban a mexikói Atlashoz írt alá. 2021. március 17-én hároméves szerződést kötött a Cincinnati együttesével. 2021. április 18-án, a Nashville ellen idegenben 2–2-es döntetlennel zárult mérkőzésen lépett pályára és egyben meg is szerezte első gólját a klub színeiben. 2025. február 12-én a Dallas szerződtette.

## Statisztikák
2024. augusztus 14. szerint
| Klub       | Szezon   | Osztály  | Bajnokság | Bajnokság | Kupa  | Kupa | Nemzetközi | Nemzetközi | Összesen | Összesen |
| Klub       | Szezon   | Osztály  | Meccs     | Gól       | Meccs | Gól  | Meccs      | Gól        | Meccs    | Gól      |
| ---------- | -------- | -------- | --------- | --------- | ----- | ---- | ---------- | ---------- | -------- | -------- |
| DC United  | 2016     | MLS      | 32        | 3         | 1     | 0    | 2          | 0          | 35       | 3        |
| DC United  | 2017     | MLS      | 31        | 5         | 1     | 0    | —          | —          | 32       | 5        |
| DC United  | 2018     | MLS      | 34        | 10        | 2     | 1    | —          | —          | 36       | 11       |
| DC United  | 2019     | MLS      | 32        | 6         | 2     | 0    | —          | —          | 34       | 6        |
| Atlas      | 2019–20  | Liga MX  | 10        | 1         | 0     | 0    | —          | —          | 10       | 1        |
| Atlas      | 2020–21  | Liga MX  | 23        | 2         | 3     | 1    | —          | —          | 26       | 3        |
| Cincinnati | 2021     | MLS      | 31        | 7         | 0     | 0    | —          | —          | 31       | 7        |
| Cincinnati | 2022     | MLS      | 32        | 11        | 2     | 0    | 1          | 0          | 35       | 11       |
| Cincinnati | 2023     | MLS      | 36        | 19        | 5     | 1    | 3          | 1          | 44       | 21       |
| Cincinnati | 2024     | MLS      | 24        | 11        | 0     | 0    | 6          | 1          | 30       | 12       |
| Összesen   | Összesen | Összesen | 285       | 75        | 16    | 3    | 12         | 2          | 313      | 80       |

## Sikerei, díjai
Egyéni
- MLS All-Stars: 2022, 2023, 2024